# اچ‌ام‌اس نس (۱۹۰۵)
اچ‌ام‌اس نس (۱۹۰۵) (به انگلیسی: HMS Ness (1905)) یک کشتی بود. این کشتی در سال ۱۹۰۵ ساخته شد.